# Dewey Scanlon
Dewey D. Scanlon (* 16. August 1899 in Duluth, Minnesota; † 24. April 1944, ebenda) war ein US-amerikanischer American-Football-Spieler, -Manager und -Trainer.

## Spieler- und Trainerlaufbahn
Dewey Scanlon besuchte die Valparaiso University in Chicago und spielte für deren Footballmannschaft College Football auf der Position eines Quarterbacks.
Im Jahr 1923 war er einer der Mitbegründer der Duluth Kelleys, die in der National Football League (NFL) angesiedelt waren. Mitbesitzer der Mannschaft waren auch die Spieler des Teams. Scanlon war zunächst als Manager der Kelleys tätig. Im Jahr 1924 löste er zudem Joey Sternaman als Head Coach der Mannschaft ab. Aufgrund finanzieller Probleme wurden die Kelleys 1925 an Ole Haugsrud und Scanlon verkauft. Haugsrud fungierte fortan als Manager des Teams, Scanlon blieb der Mannschaft als Trainer erhalten. Für die Saison 1926 konnten sie die Mannschaft mit den späteren Mitgliedern in der Pro Football Hall of Fame Ernie Nevers, Walt Kiesling und John McNally verstärken. Die Kelleys wurden in Duluth Eskimos umbenannt. In dieser Saison hatte Dewey Scanlon auch seinen einzigen Einsatz als Spieler. Sportlich blieb die Mannschaft jedoch erfolglos. Vor der Saison 1927 übernahm Nevers das Traineramt von Scanlon. Auch durch den Wechsel im Traineramt konnte jedoch nicht verhindert werden, dass sich die Eskimos nach der Saison 1927 aus der NFL aufgrund finanzieller Probleme zurückziehen mussten.
Scanlon übernahm im Jahr 1929 das Traineramt bei den Chicago Cardinals. Die Cardinals belegten nach der Saison den vierten Tabellenplatz in der NFL. Scanlon beendete nach einer Spielrunde seine Trainerlaufbahn.

## Nach der Trainerlaufbahn
Dewey Scanlon arbeitete nach seiner Laufbahn in Duluth auf einer Schiffswerft. Er starb im Jahr 1944 bei einem häuslichen Unfall.

## Quelle
- Jens Plassmann: NFL – American Football. Das Spiel, die Stars, die Stories (= Rororo 9445 rororo Sport). Rowohlt, Reinbek bei Hamburg 1995, ISBN 3-499-19445-7.
- Chuck Frederick: Leatherheads of the North. The true Story of Ernie Nevers & the Duluth Eskimos. X-communication, Duluth MN 2007, ISBN 978-1-887317-32-0.